# Église Saint-Martial du Douhet
Pour les articles homonymes, voir église Saint-Martial.
L'église Saint-Martial est une église catholique située au Douhet, en France.

## Localisation
L'église est située dans le département français de la Charente-Maritime, sur la commune du Douhet.

## Description

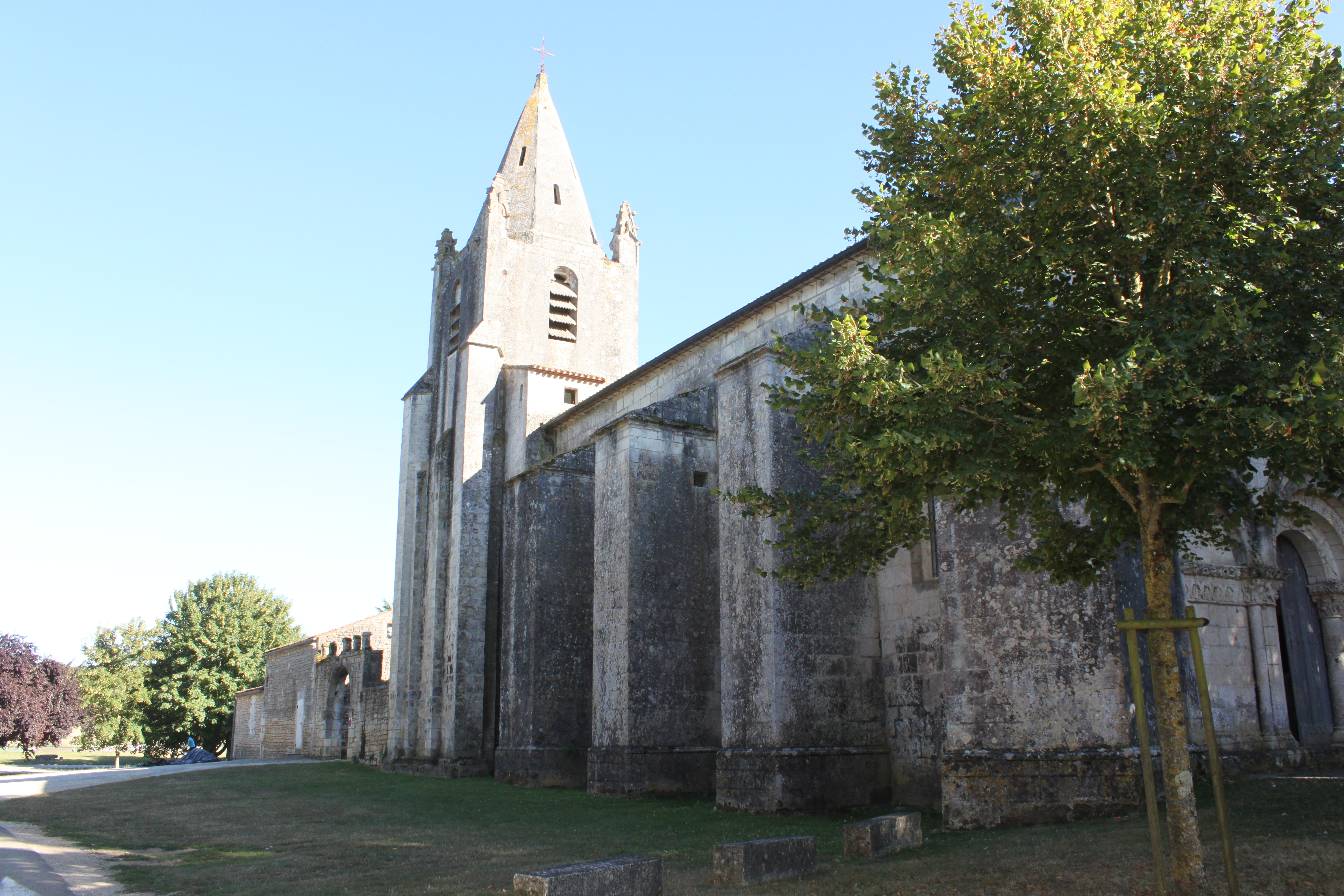
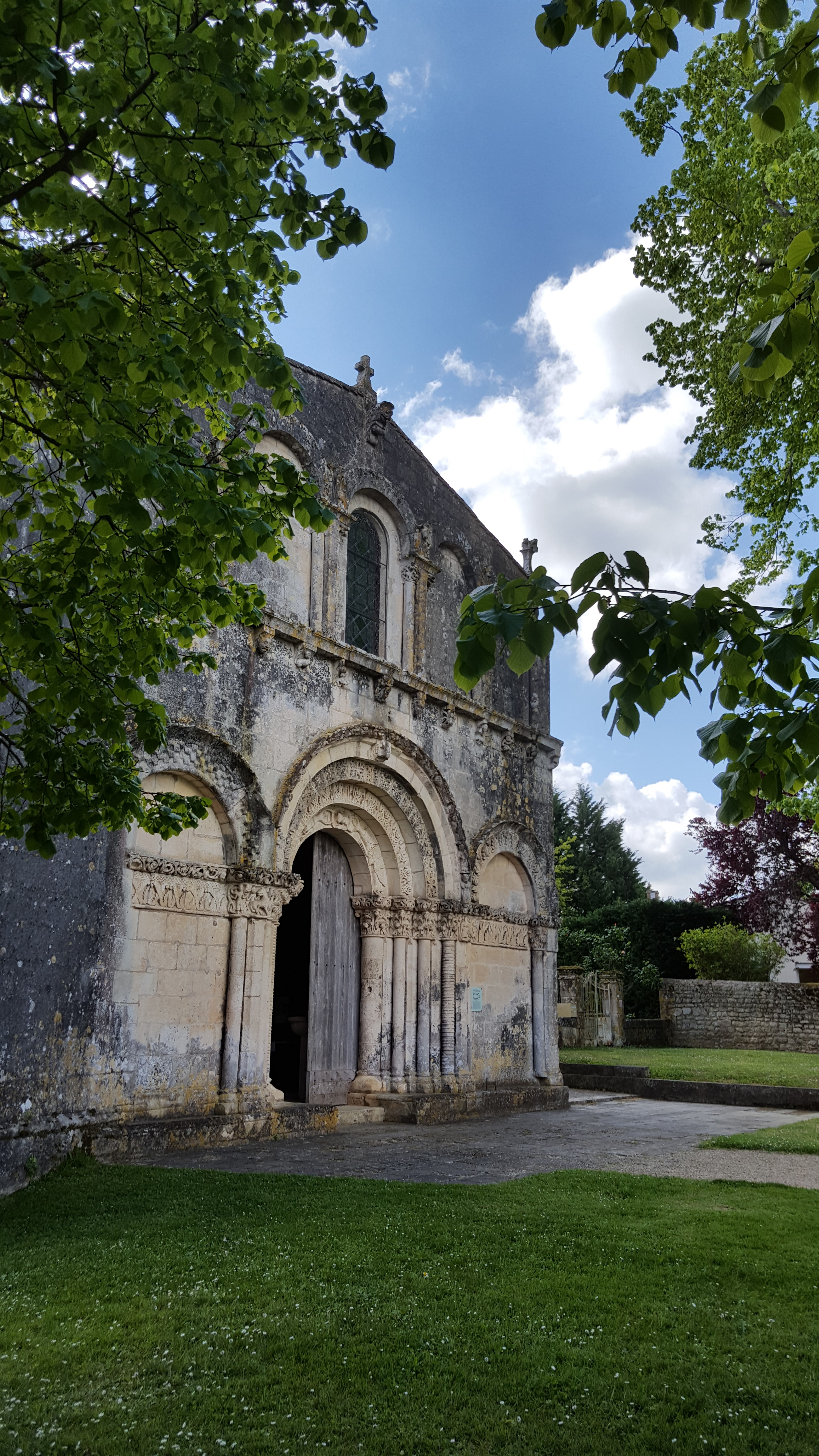
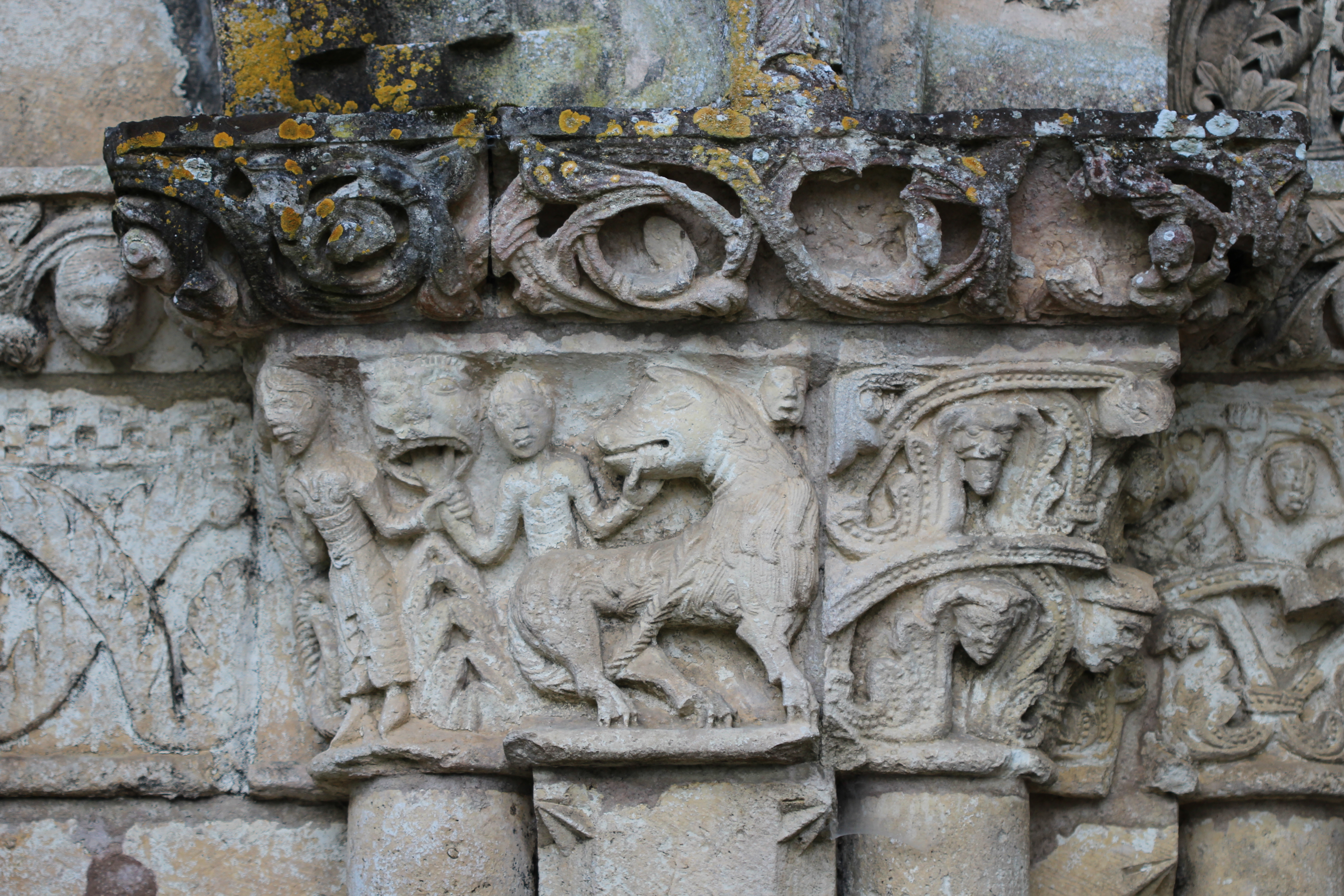
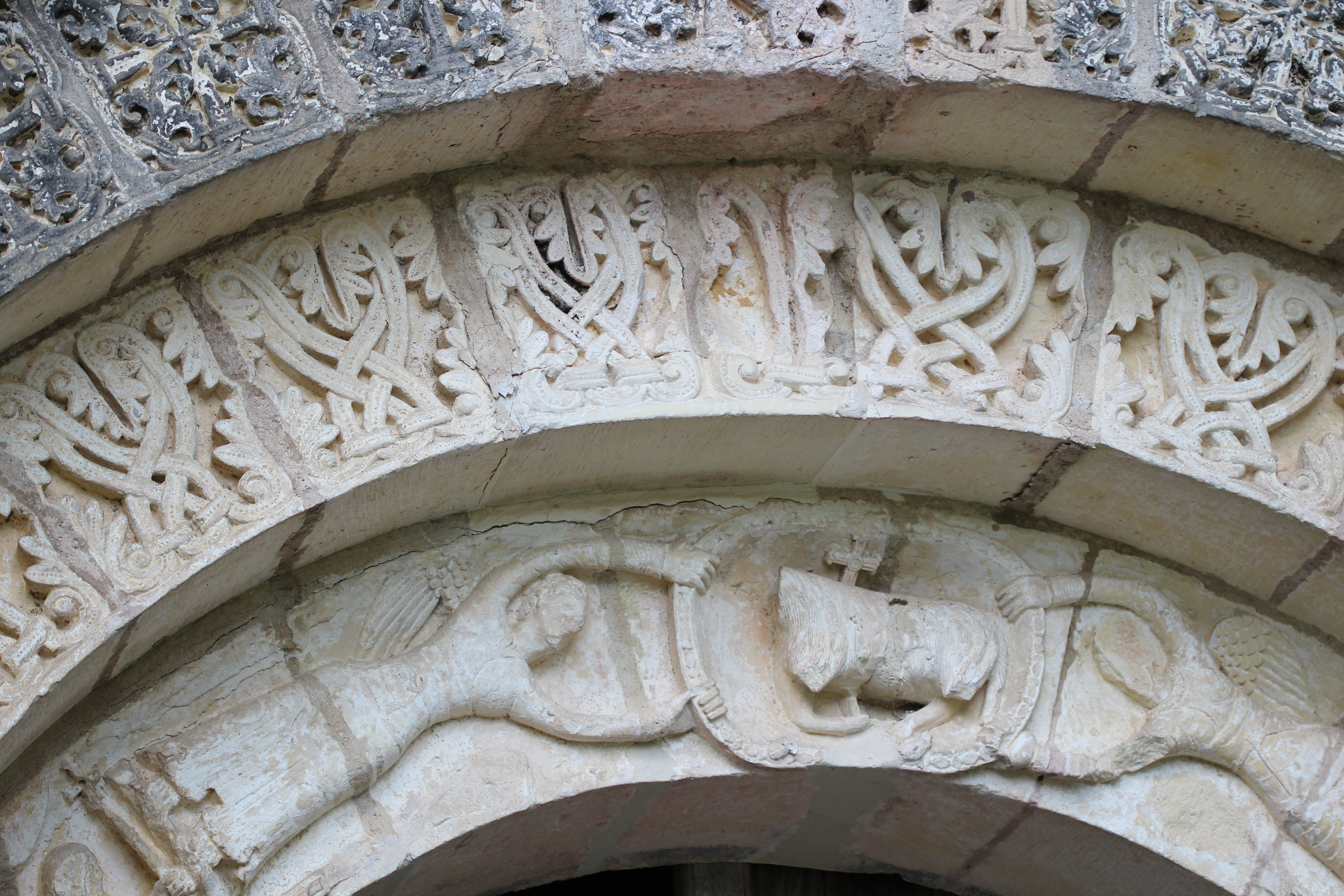
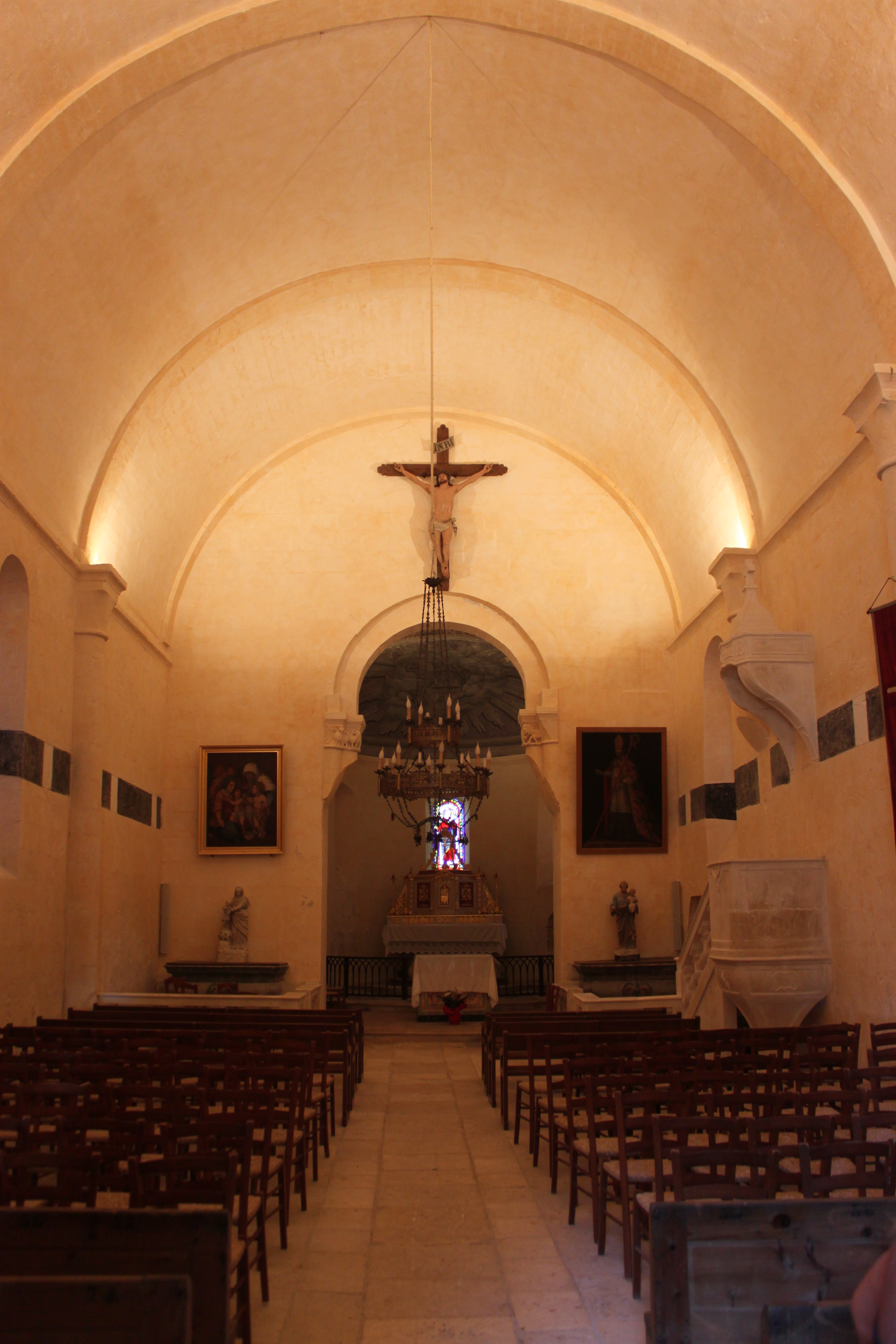
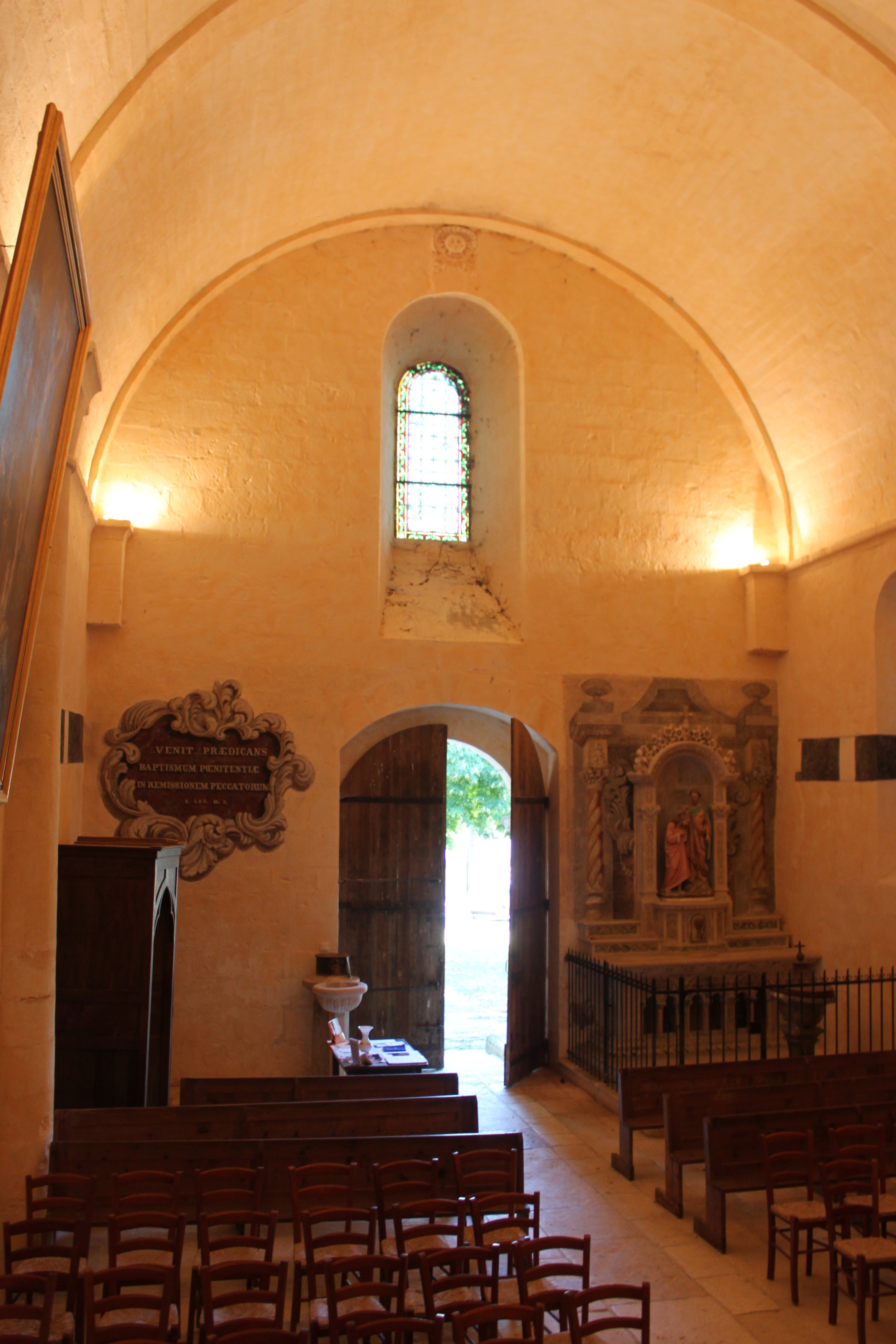

## Protection
L'église Saint-Martial est classée au titre des monuments historiques en 1915.